# Kulavalli, Sampgaon
Kulavalli là một làng thuộc tehsil Sampgaon, huyện Belgaum, bang Karnataka, Ấn Độ.